# Zakaznik Moeromski
Zakaznik Moeromski (Russisch: Муромский заказник) is een natuurreservaat in het oosten van de oblast Vladimir in Europees Rusland, in het stroomdal van de rivier Oka. De zakaznik werd gecreëerd op 25 september 1964 en heeft een oppervlakte van 562 km².

## Flora en fauna
In Zakaznik Moeromski zijn oude eikenbossen en gemengde bossen te vinden, waarin wilde zwijnen (Sus scrofa) en elanden (Alces alces) leven. In de rivieren die door de bossen meanderen is een kleine populatie bevers (Castor fiber) aanwezig. Zeldzame zoogdieren die op de Russische rode lijst van bedreigde soorten staan, zijn de Russische desman (Demana moschata) en wisent (Bison bonasus). De eerste wisenten werden hier uitgezet in 2004 en anno 2015 telde het reservaat al 36 exemplaren. Daarnaast is het reservaat rijk aan vogels en komen er soorten voor als auerhoen (Tetrao urogallus), korhoen (Lyrurus tetrix), hazelhoen (Tetrastes bonasia), pijlstaart (Anas acuta) en kraanvogel (Grus grus).

## Galerij

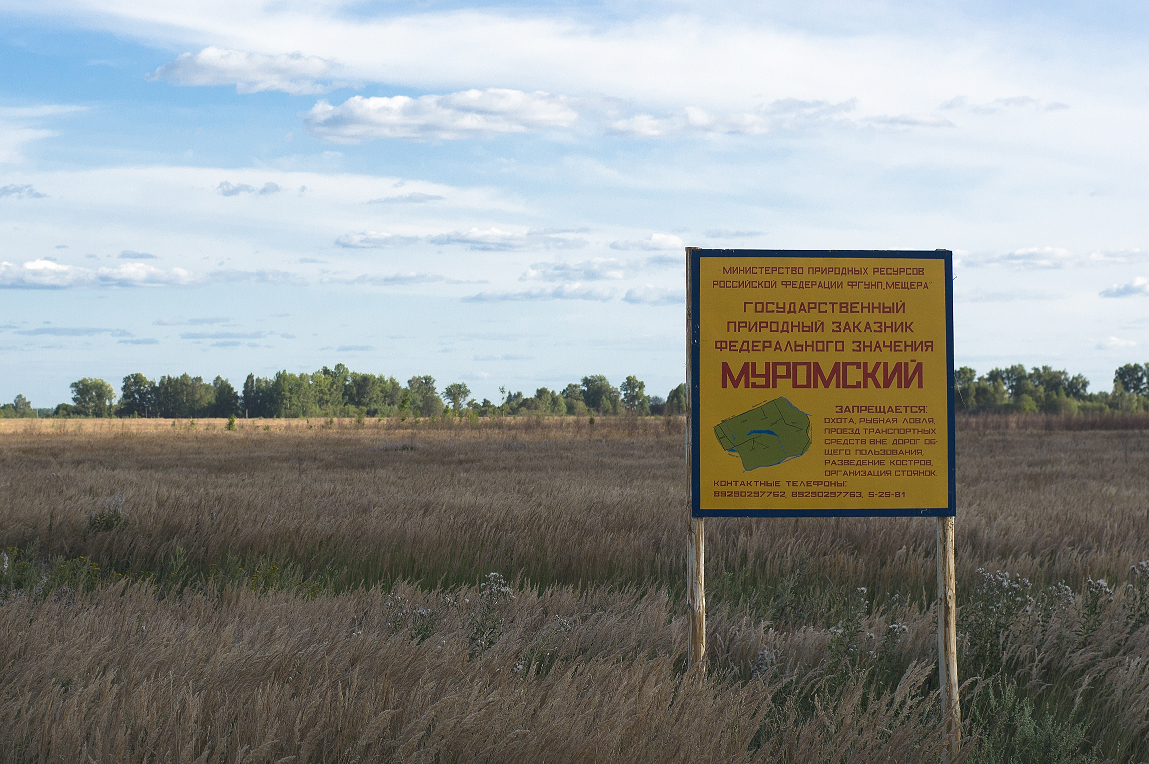
Een van de vele informatieborden langs de rand van Zakaznik Moeromski.
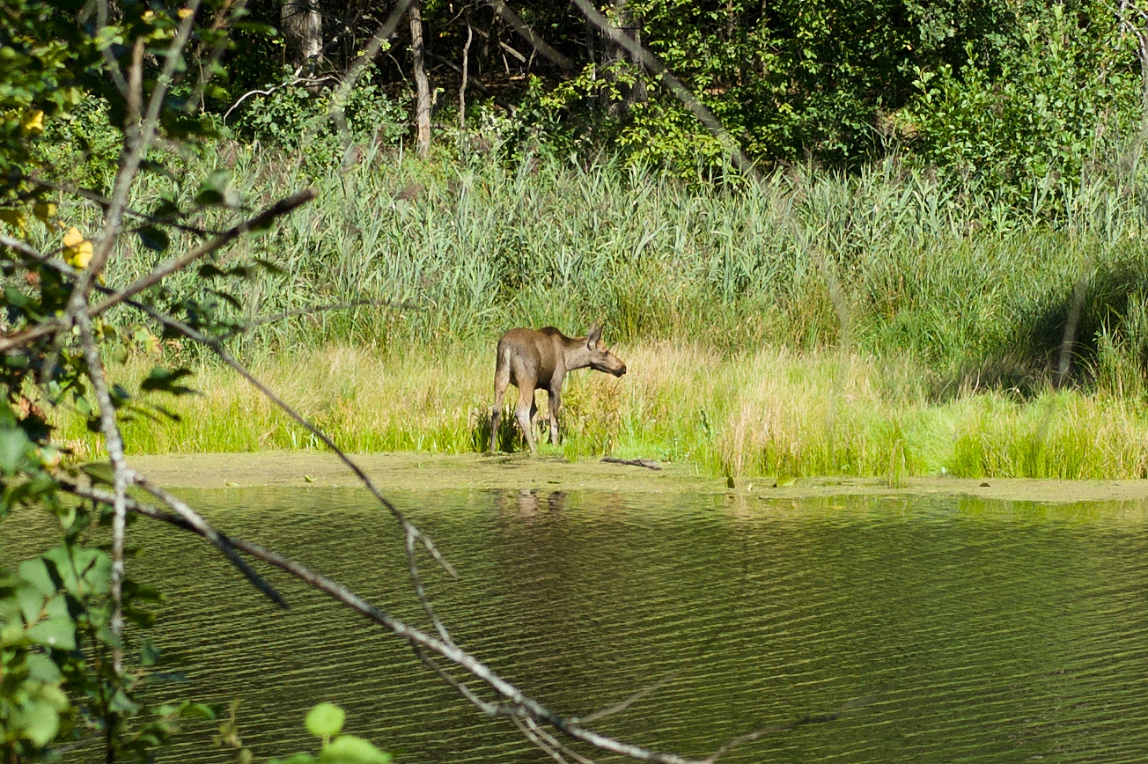
Een jonge eland (Alces alces) langs de kleine rivier Visja.
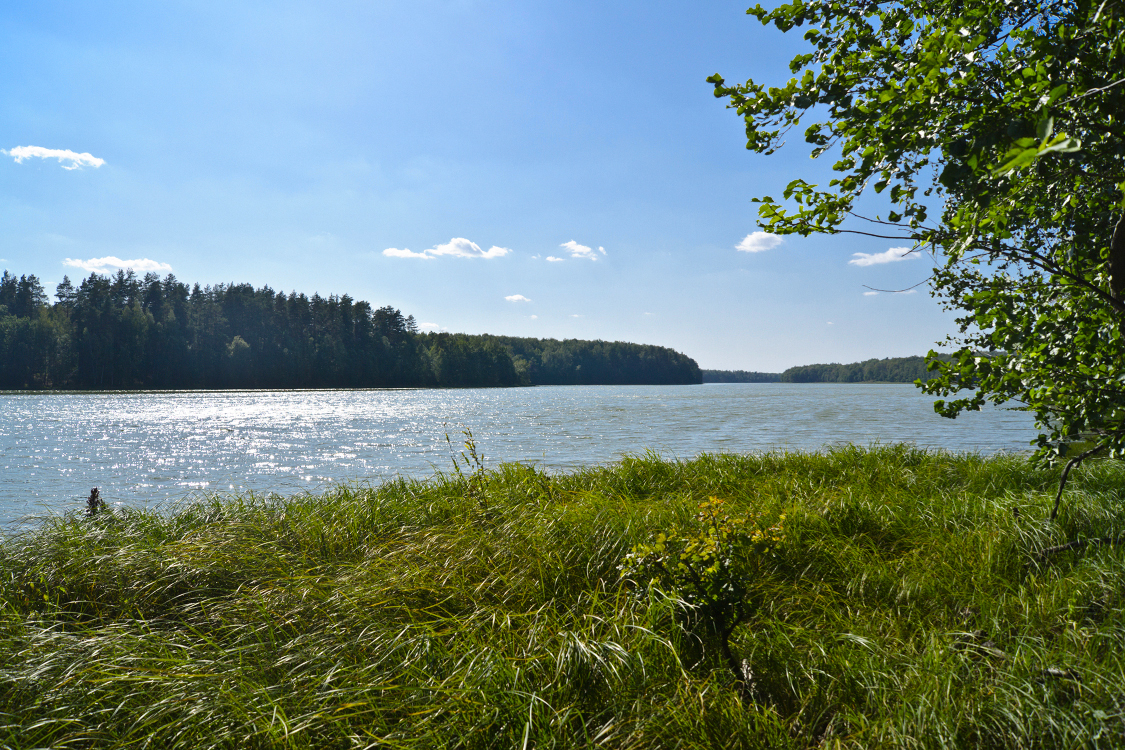
Een van de grootste meren in het reservaat is Ozero Visja.